# 獵聘

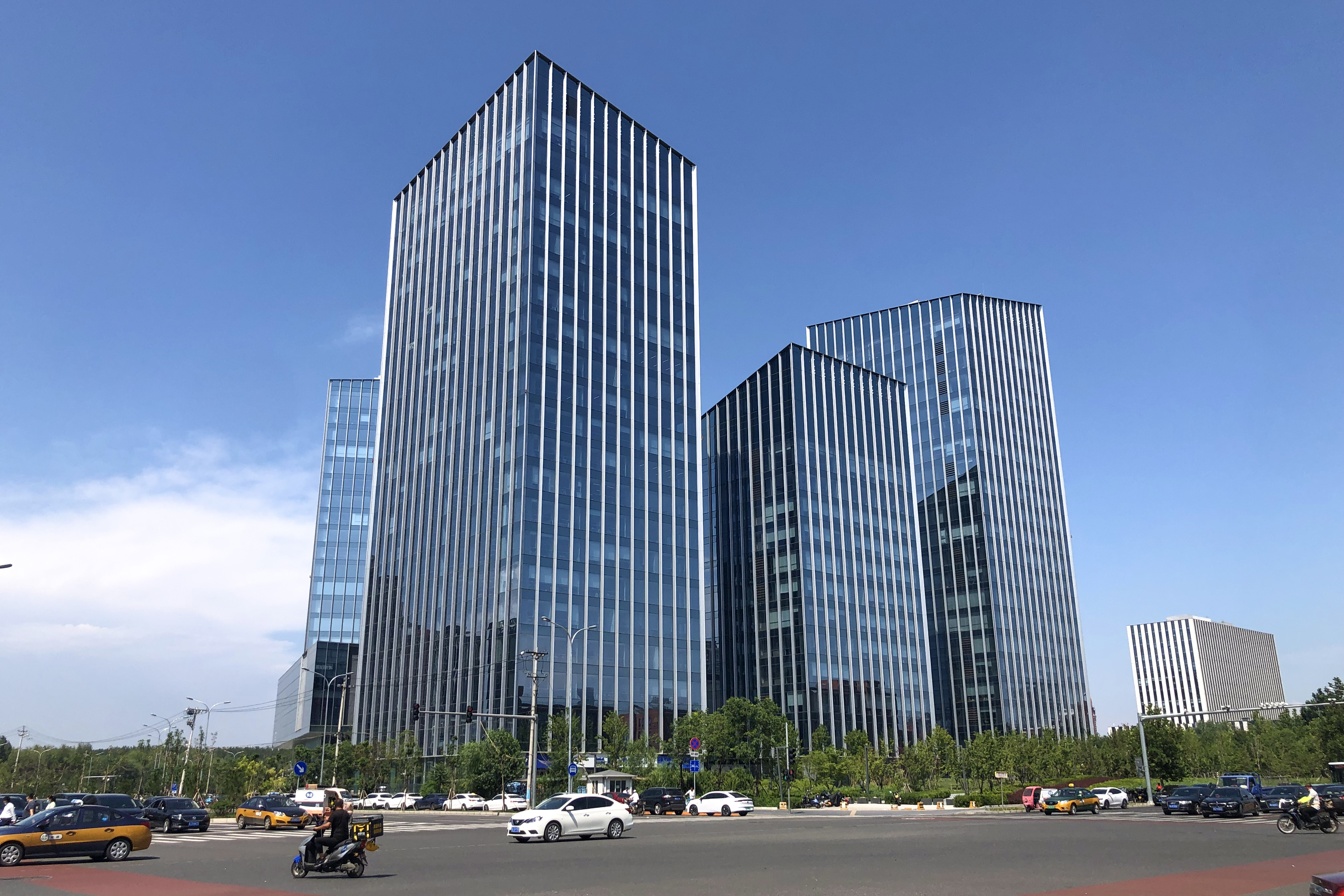
猎聘总部位于北京市朝阳区来广营地区创达路34号6号楼融新科技中心C座8层

獵聘（港交所：06100）又稱獵聘網，是中華人民共和國一家招聘網站。

## 历史
網站原名獵頭網，創始人為戴科彬，網站最初隸屬於万仕道（北京）管理咨询有限公司，後又隶属于有才天下信息技术有限公司以及同道猎聘集团。網站成立于2006年。2011年，獵聘網正式上線。2018年6月29日，有才天下信息技术有限公司于香港交易所主板上市。

## 外部連結
- 官方网站